# Андрей Конов
Андрей (Андрея) Николов Конов е български политик, един от първите социалисти в България, деец на Българската работническа социалдемократическа партия (широки социалисти).

## Биография
Роден е в 1860 година в Севлиево. Завършва гимназия в Габрово и работи като главен учител в родния си град. Привлечен е от идеите на социализма и става един от първите му поддръжници в България. В 1891 година е делегат на Бузлуджанския конгрес, на който е основана Българската социалдемократическа партия. От 1892 до 1894 година е член на Българския социалдемократически съюз. Завършва право в Лозанския университет и от 1897 година до края на живота си е адвокат в Севлиево. Активно се занимава с издателска дейност.
Деец е на Македоно-одринската организация. През април 1901 година е делегат на Осмия македоно-одрински конгрес от Севлиевското дружество.
При разцеплението на БСДП в 1903 година минава на страната на широките социалисти. Народен представител е в Петото велико народно събрание и в няколко обикновени.
Умира в 1933 година в София.